# Scottish League One 2016-2017
La Scottish League One 2016-2017 è la 42ª edizione di quella che era la Scottish Second Division e la quarta sotto la nuova denominazione.

## Squadre partecipanti
| Squadra        | Città         | Stadio              | Posizione 2015-2016                                                        |
| -------------- | ------------- | ------------------- | -------------------------------------------------------------------------- |
| Airdrieonians  | Airdrie       | Excelsior Stadium   | 5º posto                                                                   |
| Albion Rovers  | Coatbridge    | Cliftonhill Stadium | 6º posto                                                                   |
| Alloa Athletic | Alloa         | Recreation Park     | 10º posto in Scottish Championship 2015-2016                               |
| Brechin City   | Brechin       | Glebe Park          | 7º posto                                                                   |
| East Fife      | Methil        | Bayview Stadium     | 1º posto in Scottish League Two 2015-2016                                  |
| Livingston     | Livingston    | Almondvale Stadium  | 9º posto in Scottish Championship 2015-2016, perdente play-out.            |
| Peterhead      | Peterhead     | Balmoor             | 6º posto                                                                   |
| Queen's Park   | Glasgow       | Hampden Park        | 4º posto in Scottish League Two 2015-2016, vincitrice play-off promozione. |
| Stenhousemuir  | Stenhousemuir | Ochilview Park      | 8º posto                                                                   |
| Stranraer      | Stranraer     | Stair Park          | 4º posto                                                                   |

## Classifica finale
|  | Pos. | Squadra        | Pt | G  | V  | N  | P  | GF | GS | DR  |
|  | ---- | -------------- | -- | -- | -- | -- | -- | -- | -- | --- |
|  | 1.   | Livingston     | 81 | 36 | 26 | 3  | 7  | 80 | 32 | +48 |
|  | 2.   | Alloa Athletic | 62 | 36 | 17 | 11 | 8  | 69 | 44 | +25 |
|  | 3.   | Airdrieonians  | 52 | 36 | 16 | 4  | 16 | 61 | 66 | −5  |
|  | 4.   | Brechin City   | 50 | 36 | 15 | 5  | 16 | 43 | 49 | −6  |
|  | 5.   | East Fife      | 46 | 36 | 12 | 10 | 14 | 41 | 44 | −3  |
|  | 6.   | Queen's Park   | 46 | 36 | 12 | 10 | 14 | 37 | 51 | −14 |
|  | 7.   | Stranraer      | 44 | 36 | 12 | 8  | 16 | 46 | 50 | −4  |
|  | 8.   | Albion Rovers  | 42 | 36 | 11 | 9  | 16 | 41 | 48 | −7  |
|  | 9.   | Peterhead      | 40 | 36 | 10 | 10 | 16 | 44 | 59 | −15 |
|  | 10.  | Stenhousemuir  | 39 | 36 | 11 | 6  | 19 | 45 | 64 | −19 |

Legenda:

      Campione di League One e promossa in Championship
      Ammesse ai play-off per la Championship
      Ammesse ai play-out per la League Two
      Retrocessa in League Two
Note:

Tre punti a vittoria, uno a pareggio, zero a sconfitta.

## Post season

### Play-off promozione
Ai play-off partecipano la 2ª, 3ª e 4ª classificata della League One (Alloa Athletic, Airdrieonians, Brechin City) e la 9ª classificata della Championship 2016-2017 (Raith Rovers).

#### Semifinali
| Squadra 1     | Totale | Squadra 2      | Andata | Ritorno               |
| ------------- | ------ | -------------- | ------ | --------------------- |
| Brechin City  | 4 – 4  | Raith Rovers   | 1 – 1  | 3 – 3 (dts) (4-3 dcr) |
| Airdrieonians | 1 – 1  | Alloa Athletic | 1 – 0  | 0 - 1 (dts) (3-4 dcr) |

#### Finale
| Squadra 1    | Totale | Squadra 2      | Andata | Ritorno               |
| ------------ | ------ | -------------- | ------ | --------------------- |
| Brechin City | 4 – 4  | Alloa Athletic | 1 – 0  | 3 – 4 (dts) (5-4 dcr) |

### Play-out
Ai play-out partecipano la 2ª, 3ª e 4ª classificata della League Two 2016-2017 (Annan Athletic, Forfar Athletic, Montrose) e la 9ª classificata della League One 2016-2017 (Peterhead).

#### Semifinali
| Squadra 1      | Totale | Squadra 2       | Andata | Ritorno |
| -------------- | ------ | --------------- | ------ | ------- |
| Montrose       | 1 – 4  | Peterhead       | 1 – 1  | 0 – 3   |
| Annan Athletic | 4 – 6  | Forfar Athletic | 2 – 2  | 2 - 4   |

#### Finale
| Squadra 1       | Totale | Squadra 2 | Andata | Ritorno |
| --------------- | ------ | --------- | ------ | ------- |
| Forfar Athletic | 7 – 2  | Peterhead | 2 – 1  | 5 – 1   |

## Verdetti
- Livingston: Vincitore della Scottish League One, promosso in Scottish Championship 2017-2018.
- Brechin City: Vincitore dei play-off promozione, promosso in Scottish Championship 2017-2018.
- Peterhead: Perdente dei play-out, retrocesso in Scottish League Two 2016-2017.
- Stenhousemuir: Ultimo della Scottish League One, retrocesso in Scottish League Two 2017-2018.